# Ковригін Василь Іванович
Ковригін Василь Іванович — радянський актор, режисер, художник кіно.

## З життєпису
Народився 31 грудня 1892 р. в Красноярську. Закінчив Інститут археології та Училище живопису, ваяння і зодчества (1915) у Москві.
З 1924 р. працював на Одеській кінофабриці ВУФКУ, де поставив фільм «Аристократка» (1924, також тут художник).
Знявся у кінокартинах: «Остання ставка містера Енніока» (1922, робітник), «Привид блукає Європою» (1922, моряк), «Хазяїн Чорних скель» (1923 ченець), «Остап Бандура» (1924, дід Савко), «Укразія» (Лисевицький), «Лозунги восьми Жовтнів» (1925), «Мертвий будинок» (1932), «Дезертир» (1933).
В 1925 р. переїхав до Москви, де став художником кіно («Жовтень» (1927), «Танька-шинкарка» (1929), «Жуковський» (1950) тощо), з 1946 р. — художник по костюмах.
Знявся у кінокартинах: «Томмі» (1931), «Тихий Дон» (1930), «Дезертир» (1933), «Космічний рейс» (1935), «Адмірал Нахімов» (1946) та ін.
Помер 12 листопада 1958 р.